# HET liga (2017/2018)
HET liga 2017/2018 – 25. edycja najwyższych w hierarchii rozgrywek ligowych czeskiej klubowej piłki nożnej. Tytułu mistrzowskiego z poprzedniego sezonu broni drużyna Slavia Praga. Rozgrywki rozpoczęły się 28 lipca 2017 roku meczem pomiędzy zespołami 1. FC Brno i Baník Ostrawa.

## Drużyny
| Uczestnicy poprzedniej edycji                                                                                 | Uczestnicy poprzedniej edycji | Uczestnicy poprzedniej edycji | Uczestnicy poprzedniej edycji |
| --- | ----------------------------- | ----------------------------- | ----------------------------- |
| SLA | Slavia Praga                  | 1                             |                               |
| VPL | Viktoria Pilzno               | 2                             |                               |
| SPA | Sparta Praga                  | 3                             |                               |
| MLB | FK Mladá Boleslav             | 4                             |                               |
| TEP | FK Teplice                    | 5                             |                               |
| ZLN | Fastav Zlín                   | 6                             |                               |
| DUK | Dukla Praga                   | 7                             |                               |
| JAB | FK Jablonec                   | 8                             |                               |
| SLL | Slovan Liberec                | 9                             |                               |
| KAR | MFK Karwina                   | 10                            |                               |
| ZBR | Zbrojovka Brno                | 11                            |                               |
| 1SL | 1. FC Slovácko                | 12                            |                               |
| BOH | Bohemians 1905                | 13                            |                               |
| VYS | FC Vysočina Igława            | 14                            |                               |
| Awans z II ligi (2016/2017)                                                                                   |                               |                               |                               |
| SIG | Sigma Ołomuniec               | 1                             |                               |
| BAN | Baník Ostrawa                 | 2                             |                               |
| Oznaczenia: - kolumna pierwsza – skróty nazw drużyn, - kolumna trzecia – miejsce zajęte w poprzednim sezonie. |                               |                               |                               |

## Tabela
| Lp. | Drużyna                | M  | Z  | R  | P  | B+ | B– | +/– | Pkt | Kwalifikacja lub spadek                   |
| --- | ---------------------- | -- | -- | -- | -- | -- | -- | --- | --- | ----------------------------------------- |
| 1   | Viktoria Pilzno (C)    | 30 | 20 | 6  | 4  | 55 | 23 | +32 | 66  | Faza grupowa Ligi Mistrzów                |
| 2   | Slavia Praga           | 30 | 17 | 8  | 5  | 50 | 19 | +31 | 59  | III runda kwalifikacyjna do Ligi Mistrzów |
| 3   | FK Jablonec            | 30 | 16 | 8  | 6  | 49 | 27 | +22 | 56  | Faza grupowa Ligi Europy                  |
| 4   | Sigma Ołomuniec        | 30 | 15 | 10 | 5  | 41 | 22 | +19 | 55  | III runda kwalifikacyjna do Ligi Europy   |
| 5   | Sparta Praga           | 30 | 14 | 11 | 5  | 43 | 25 | +18 | 53  | II runda kwalifikacyjna do Ligi Europy    |
| 6   | Slovan Liberec         | 30 | 13 | 7  | 10 | 37 | 35 | +2  | 46  |                                           |
| 7   | Bohemians 1905         | 30 | 9  | 11 | 10 | 30 | 29 | +1  | 38  |                                           |
| 8   | FK Teplice             | 30 | 8  | 10 | 12 | 32 | 40 | −8  | 34  |                                           |
| 9   | FK Mladá Boleslav      | 30 | 9  | 7  | 14 | 31 | 43 | −12 | 34  |                                           |
| 10  | Fastav Zlín            | 30 | 8  | 9  | 13 | 31 | 48 | −17 | 33  |                                           |
| 11  | Dukla Praga            | 30 | 9  | 5  | 16 | 32 | 55 | −23 | 32  |                                           |
| 12  | Baník Ostrawa          | 30 | 7  | 10 | 13 | 36 | 43 | −7  | 31  |                                           |
| 13  | 1. FC Slovácko         | 30 | 6  | 13 | 11 | 23 | 32 | −9  | 31  |                                           |
| 14  | MFK Karwina            | 30 | 7  | 9  | 14 | 32 | 40 | −8  | 30  |                                           |
| 15  | FC Vysočina Igława (R) | 30 | 8  | 6  | 16 | 30 | 48 | −18 | 30  | Spadek do II ligi                         |
| 16  | Zbrojovka Brno (R)     | 30 | 6  | 6  | 18 | 20 | 43 | −23 | 24  | Spadek do II ligi                         |

1. 1 2 3  Slavia Praga zakwalifikowała się do fazy grupowej Ligi Europy wygrywając Puchar Czech 2017/2018.

## Stadiony
| Klub               | Miasto            | Stadion                                     | Pojemność | Zdjęcie |
| ------------------ | ----------------- | ------------------------------------------- | --------- | ------- |
| Baník Ostrawa      | Ostrawa           | Stadion Miejski                             | 15 123    |         |
| Bohemians 1905     | Praga             | Ďolíček                                     | 5 000     |         |
| Dukla Praga        | Praga             | Na Julisce                                  | 8 150     |         |
| Fastav Zlín        | Zlín              | Stadion Letná                               | 6 375     |         |
| FK Jablonec        | Jablonec nad Nysą | Chance Arena                                | 6 280     |         |
| MFK Karwina        | Karwina           | Stadion Miejski                             | 4 833     |         |
| FK Mladá Boleslav  | Mladá Boleslav    | Stadion Miejski                             | 5 000     |         |
| Sigma Ołomuniec    | Ołomuniec         | Andrův stadion                              | 12 483    |         |
| Slavia Praga       | Praga             | Eden Aréna                                  | 20 800    |         |
| 1. FC Slovácko     | Uherské Hradiště  | Městský fotbalový stadion Miroslava Valenty | 8 121     |         |
| Slovan Liberec     | Liberec           | Stadion u Nisy                              | 9 900     |         |
| Sparta Praga       | Praga             | Generali Arena                              | 19 416    |         |
| FK Teplice         | Cieplice          | Na Stínadlech                               | 18 221    |         |
| Viktoria Pilzno    | Pilzno            | Stadion města Plzně                         | 11 722    |         |
| FC Vysočina Igława | Igława            | Stadion v Jiráskově ulici                   | 4 025     |         |
| Zbrojovka Brno     | Brno              | Městský fotbalový stadion Srbská            | 12 550    |         |

### Najlepsi strzelcy
Aktualne na 26 maja 2018.
| L.p. | Strzelec          | Klub               | Bramki |
| ---- | ----------------- | ------------------ | ------ |
| 1    | Michal Krmenčík   | Viktoria Pilzno    | 16     |
| 2    | Milan Škoda       | Slavia Praga       | 11     |
| 2    | Stanislav Tecl    | FK Jablonec        | 11     |
| 2    | Jakub Plšek       | Sigma Ołomuniec    | 11     |
| 5    | David Vaněček     | FK Teplice         | 10     |
| 5    | Matěj Pulkrab     | Slovan Liberec     | 10     |
| 5    | Dāvis Ikaunieks   | FC Vysočina Igława | 10     |
| 8    | Milan Baroš       | Baník Ostrawa      | 9      |
| 8    | Josef Šural       | Sparta Praga       | 9      |
| 8    | Tomáš Wágner      | MFK Karwina        | 9      |
| 11   | Lukáš Budínský    | MFK Karwina        | 8      |
| 11   | Tomáš Zajíc       | 1. FC Slovácko     | 8      |
| 13   | Jan Holenda       | Dukla Praga        | 7      |
| 13   | Martin Doležal    | FK Jablonec        | 7      |
| 13   | Ubong Moses Ekpai | Fastav Zlín        | 7      |
| 13   | Vladimir Jovović  | FK Jablonec        | 7      |